# Csabai Dániel
Csabai Dániel (Rózsaszentmárton, 1947. március 21. –) magyar szakíró, szakszerkesztő.

## Életrajza
Csabai Dániel 1947-ben született a Heves vármegyei Rózsaszentmártonban. Szülőfalujában járt iskolába, ott tanulta meg Sántha Józseftől a detektoros rádió készítésének módját. 1975-ben szerzett mérnöki oklevelet a Budapesti Műszaki Egyetemen. Szakmai képzettsége: műszaki tanár; speciális képzettsége: szakirodalmi szerkesztő (1978).
1972-től a Műszaki Könyvkiadó külső munkatársa volt, majd 1974-től felelős szerkesztőjeként dolgozott, 1983-tól ugyanitt kiadói marketing osztályvezető volt 1988-ig. 1977 és 1984 között TIT szakelőadó, 1988-ban az újonnan alapított NÓVUM Szakkönyv- és Szakmai Információterjesztő Ügynökség Kft. ügyvezető igazgatójává nevezték ki. 1989-től az Elektron Kiadó és Elektrostúdió Kft. alapítója, ügyvezető igazgatója és főszerkesztője lett. 1989 és 1994 között a Magyar Rádió műsorlapját is szerkesztette.
Műszaki tartalmú és szakmai ismeretterjesztő könyvei 1970 óta jelennek meg. 52 önálló kötet szerzője és 4 kötet társszerzője, 5 könyve jelent meg idegennyelven. Emellett 231 szakcikket publikált 14 magyar nyelvű szaklapban és periodikában. Az 1970 és 1986 között általa szerkesztett Magnósok évkönyve sorozat Európában és világviszonylatban is egyedülállónak tekinthető. Szakkönyvei népszerűsítik a híradástechnikát és elektroakusztikát. Szakmája mellett multimédia készülékek gyűjtésével és felújításával is foglalkozik. Németül és angolul beszél.

## Könyvei

### Hangtechnikai, elektroakusztikai könyvek
- Csabai Dániel ÚJDONSÁGOK AZ ELEKTROAKUSZTIKÁBAN ÉS A MÁGNESES HANGRÖGZÍTÉSBEN Népszerű elektronika sorozat, Műszaki Könyvkiadó, Budapest 1974. 174 oldal, 96 ábra, 9,25 (A5) ív, Fr/5 formátum, kartonált fedél
- Csabai Dániel HANGTECHNIKAI MINILEXIKON Műszaki Könyvkiadó, Budapest 1975. 222 oldal, 120 ábra, 11,25 (A5) ív, AK/40 formátum, keménytáblás fedél
- Csabai Dániel KAZETTÁS MAGNÓK Népszerű elektronika sorozat, Műszaki Könyvkiadó, Budapest 1977. 240 oldal, 191 ábra, 12,25 (A5) ív, Fr/5 formátum, kartonált fedél
- Csabai Dániel A HANGFELVÉTEL GYAKORLATA Műszaki Könyvkiadó, Budapest 1977. 326 oldal, 303 ábra, 20,5 (A5) ív, A/5 formátum, keménytáblás fedél
- Csabai Dániel HANGTECHNIKA AMATŐRÖKNEK Műszaki Könyvkiadó, Budapest 1980. 306 oldal, 222 ábra, 19,25 (A5) ív, A/5 formátum, keménytáblás fedél
- Csabai Dániel A HANGFELVÉTEL GYAKORLATA 2. javított kiadás, Műszaki Könyvkiadó, Budapest 1980. 326 oldal, 303 ábra, 20,5 (A5) ív, A/5 formátum, keménytáblás fedél
- Csabai Dániel Hi-Fi HANGSTÚDIÓ Műszaki Könyvkiadó, Budapest 1983. 242 oldal, 160 ábra, 15,25 (A5) ív, A/5 formátum, keménytáblás fedél
- Csabai Dániel HANGTECHNIKA AMATŐRÖKNEK 2. kiadás, Műszaki Könyvkiadó, Budapest 1985. 295 oldal, 222 ábra, 18,5 (A5) ív, A/5 formátum, keménytáblás fedél

### Szervizkönyvek
- Csabai Dániel MAGNÓKAPCSOLÁSOK (kapcsolási rajz- és adatgyűjtemény) Műszaki Könyvkiadó, Budapest 1970. 172 oldal, 118 ábra, 19,25 (A5) ív, A/4 formátum, szétszedhető könyv, gyűjtő tasakban
- Csabai Dániel HANGERŐSÍTŐ KAPCSOLÁSOK (szervizkönyv) Műszaki Könyvkiadó, Budapest 1976. 160 oldal, 105 ábra, 20 (A5) ív, A/4 formátum, keménytáblás fedél, félvászon kötés
- Csabai Dániel MAGNÓKAPCSOLÁSOK 1972-1976 (szervizkönyv) Műszaki Könyvkiadó, Budapest 1979. 208 oldal, 176 ábra, 26 (A5) ív, A/4 formátum, keménytáblás fedél, félvászon kötés
- Csabai Dániel RÁDIÓ-MAGNÓK SZERVIZKÖNYVE I. Műszaki Könyvkiadó, Budapest 1984. 200 oldal, 173 ábra, 25,75 (A5) ív, A/4 formátum, keménytáblás fedél, félvászon kötés
- Csabai Dániel RÁDIÓ-MAGNÓK SZERVIZKÖNYVE II. Műszaki Könyvkiadó, Budapest 1985. 188 oldal, 128 ábra, 23,5 (A5) ív, A/4 formátum, keménytáblás fedél, félvászon kötés
- Csabai Dániel SZTEREÓ ORSÓS MAGNÓK SZERVIZKÖNYVE I. Műszaki Könyvkiadó, Budapest 1986. 204 oldal, 228 ábra, 26,25 (A5) ív, A/4 formátum, keménytáblás fedél, félvászon kötés

### Magnósok évkönyve, I. sorozat
- Csabai Dániel MAGNÓSOK ÉVKÖNYVE 1971 Műszaki Könyvkiadó, Budapest 1971. 160 oldal, 116 ábra, 10 (A5) ív, A/5 formátum, kartonált fedél
- Csabai Dániel MAGNÓSOK ÉVKÖNYVE 1972 Műszaki Könyvkiadó, Budapest 1972. 172 oldal, 140 ábra, 10,75 (A5) ív, A/5 formátum, kartonált fedél
- Csabai Dániel MAGNÓSOK ÉVKÖNYVE 1973 Műszaki Könyvkiadó, Budapest 1973. 264 oldal, 183 ábra, 16,5 (A5) ív, A/5 formátum, kartonált fedél
- Csabai Dániel MAGNÓSOK ÉVKÖNYVE 1974 Műszaki Könyvkiadó, Budapest 1974. 156 oldal, 90 ábra, 9,75 (A5) ív, A/5 formátum, kartonált fedél
- Csabai Dániel MAGNÓSOK ÉVKÖNYVE 1975 Műszaki Könyvkiadó, Budapest 1975. 248 oldal, 183 ábra, 15,5 (A5) ív, A/5 formátum, kartonált fedél
- Csabai Dániel MAGNÓSOK ÉVKÖNYVE 1976 Műszaki Könyvkiadó, Budapest 1976. 272 oldal, 147 ábra, 17 (A5) ív, A/5 formátum, kartonált fedél
- Csabai Dániel MAGNÓSOK ÉVKÖNYVE 1977 Műszaki Könyvkiadó, Budapest 1977. 384 oldal, 272 ábra, 24 (A5) ív, A/5 formátum, kartonált fedél
- Csabai Dániel MAGNÓSOK ÉVKÖNYVE 1978/79 Műszaki Könyvkiadó, Budapest 1979. 432 oldal, 281 ábra, 27 (A5) ív, A/5 formátum, kartonált fedél
- Csabai Dániel MAGNÓSOK ÉVKÖNYVE 1980 Műszaki Könyvkiadó, Budapest 1980. 368 oldal, 251 ábra, 23 (A5) ív, A/5 formátum, kartonált fedél
- Csabai Dániel MAGNÓSOK ÉVKÖNYVE 1981 Műszaki Könyvkiadó, Budapest 1981. 304 oldal, 189 ábra, 19 (A5) ív, A/5 formátum, kartonált fedél
- Csabai Dániel MAGNÓSOK ÉVKÖNYVE 1982 Műszaki Könyvkiadó, Budapest 1982. 264 oldal, 242 ábra, 27,25 (A5) ív, Fr4 formátum, kemény táblás fedél, 1/1 papírkötés
- Csabai Dániel MAGNÓSOK ÉVKÖNYVE 1983 Műszaki Könyvkiadó, Budapest 1983. 248 oldal, 295 ábra, 25,875 (A5) ív, Fr4 formátum, kemény táblás fedél, 1/1 papírkötés
- Csabai Dániel MAGNÓSOK ÉVKÖNYVE 1984 Műszaki Könyvkiadó, Budapest 1984. 248 oldal, 241 ábra, 24,5 (A5) ív, Fr4 formátum, kemény táblás fedél, 1/1 papírkötés
- Csabai Dániel MAGNÓSOK ÉVKÖNYVE 1985 Műszaki Könyvkiadó, Budapest 1985. 252 oldal, 236 ábra, 24 (A5) ív, Fr4 formátum, kemény táblás fedél, 1/1 papírkötés
- Csabai Dániel MAGNÓSOK ÉVKÖNYVE 1986 Műszaki Könyvkiadó, Budapest 1986. 224 oldal, 187 ábra, 25,25 (A5) ív, Fr4 formátum, kemény táblás fedél, 1/1 papírkötés

### Magnósok évkönyve II. sorozat
- Csabai Dániel MAGNÓSOK ÉVKÖNYVE 1996 Elektron Kiadó Kft., Budapest 1996. 184 oldal, 139 ábra, 11,5 (B5) ív, B5 formátum, kartonált fedél (Tükörkötésben az Elektro Sztár 96 évkönyvvel)
- Csabai Dániel MAGNÓSOK ÉVKÖNYVE 1997/98 Elektron Kiadó Kft., Budapest 1997/98. 160 oldal, 123 ábra, 10 (B5) ív, B5 formátum, kartonált fedél (Tükörkötésben az Elektro Sztár 97/98 évkönyvvel)
- Csabai Dániel MAGNÓSOK ÉVKÖNYVE 1999 Elektron Kiadó Kft., Budapest 1999. 192 oldal, 189 ábra, 12 (B5) ív, B5 formátum, kartonált fedél (Tükörkötésben az Elektro Sztár 99 évkönyvvel)
- Csabai Dániel MAGNÓSOK ÉVKÖNYVE 2000 Elektron Kiadó Kft., Budapest 2000. 160 oldal, 149 ábra, 10 (B5) ív, B5 formátum, kartonált fedél (Tükörkötésben a Fotó, Film & Videóvilág 2000 évkönyvvel)
- Csabai Dániel MAGNÓSOK ÉVKÖNYVE 2001 Elektron Kiadó Kft., Budapest 2001. 176 oldal, 149 ábra, 11 (B5) ív, B5 formátum, kartonált fedél

### Elektro Sztár sorozat
- ELEKTRO SZTÁR ’96 Írja és szerkeszti Csabai Dániel. Elektron Kiadó Kft., Budapest 1996. 248 oldal, 169 ábra, 15,5 (B5) ív, B5 formátum, kartonált fedél (Tükörkötésben a Magnósok évkönyve 1996-tal)
- ELEKTRO SZTÁR ’97/’98 Írja és szerkeszti Csabai Dániel. Elektron Kiadó Kft., Budapest 1997/98. 176 oldal, 145 ábra, 11 (B5) ív, B5 formátum, kartonált fedél (Tükörkötésben a Magnósok évkönyve 1997/’98-cal)
- ELEKTRO SZTÁR ’99 Írja és szerkeszti Csabai Dániel. Elektron Kiadó Kft., Budapest 1999. 192 oldal, 156 ábra, 12 (B5) ív, B5 formátum, kartonált fedél (Tükörkötésben a Magnósok évkönyve 1999-cel)

### Fotó, Film & Videóvilág sorozat
- FOTÓ, FILM & VIDEÓVILÁG 2000 Írja és szerkeszti Csabai Dániel. Elektron Kiadó Kft., Budapest 2000. 192 oldal, 214 ábra, 12 (B5) ív, B5 formátum, kartonált fedél (Tükörkötésben a Magnósok évkönyve 2000-rel)
- FOTÓ, FILM & VIDEÓVILÁG 2001 Írja és szerkeszti Csabai Dániel. Elektron Kiadó Kft., Budapest 2001. 192 oldal, 199 ábra, 12 (B5) ív, B5 formátum, kartonált fedél
- FOTÓ, FILM & VIDEÓVILÁG 2002 Írja és szerkeszti Csabai Dániel. Elektron Kiadó Kft., Budapest 2002. 160 oldal, 133 ábra, 10 (B5) ív, B5 formátum, kartonált fedél
- FOTÓ, FILM & VIDEÓVILÁG 3 Írja és szerkeszti Csabai Dániel. Elektron Kiadó Kft., Budapest 2002. 160 oldal, 124 ábra, 10 (B5) ív, B5 formátum, kartonált fedél

### Multimédia-technika sorozat
- MULTIMÉDIA-TECHNIKA 2002 Írja és szerkeszti Csabai Dániel. Elektron Kiadó Kft., Budapest 2002. 192 oldal, 218 ábra, 12 (B5) ív, B5 formátum, kartonált fedél
- MULTIMÉDIA-TECHNIKA 2 Írja és szerkeszti Csabai Dániel. Elektron Kiadó Kft., Budapest 2003. 160 oldal, 145 ábra, 10 (B5) ív, B5 formátum, kartonált fedél
- MULTIMÉDIA-TECHNIKA 3 Írja és szerkeszti Csabai Dániel. Elektron Kiadó Kft., Budapest 2003. 160 oldal, 104 ábra, 10 (B5) ív, B5 formátum, kartonált fedél

### Videotechnika sorozat
- VIDEOTECHNIKA 1. Alapító főszerkesztő Csabai Dániel. Megjelenik negyedévenként. Műszaki Könyvkiadó, Budapest 1986. 120 oldal, 155 ábra, 15 (A5) ív, A/4 formátum, kartonált fedél
- VIDEOTECHNIKA 2. Alapító főszerkesztő Csabai Dániel. Megjelenik negyedévenként. Műszaki Könyvkiadó, Budapest 1987. 100 oldal, 143 ábra, 12,5 (A5) ív, A/4 formátum, kartonált fedél
- VIDEOTECHNIKA 3. Alapító főszerkesztő Csabai Dániel. Megjelenik negyedévenként. Műszaki Könyvkiadó, Budapest 1987. 116 oldal, 178 ábra, 14,5 (A5) ív, A/4 formátum, kartonált fedél
- VIDEOTECHNIKA 4. Alapító főszerkesztő Csabai Dániel. Megjelenik negyedévenként. Műszaki Könyvkiadó, Budapest 1987. 100 oldal, 137 ábra, 12,5 (A5) ív, A/4 formátum, kartonált fedél

### Idegen nyelven megjelent könyvek
- D. Csabai Novinki v Elektroakusztike i Tehnike magnitnoj Zvukozapiszi (Újdonságok az elektroakusztikában és a mágneses hangrögzítésben) Moszkva, Szovjetszkoje Ragyio 1976. 134 oldal, 109 ábra, 7,14 (A5)ív Fr5 formátum, kartonált fedél
- D. Csabai Kasszetnüe Magnitofonü (Kazettás magnók) Moszkva, Szvjaz 1977. 160 oldal, 178 ábra, 8,4 (A5)ív Fr5 formátum, kartonált fedél
- Daniel Csabai KASZETOFONI (Kazettás magnók) Drüzsavno Izdatyelsztvo „Technika”, SZÓFIA 1980. 196 oldal, 180 ábra, 11,43 (A5)ív A5 formátum, kartonált fedél
- Daniel Csabai ZVUKOZAPISZ ZA LJUBITYELI (A hangfelvétel gyakorlata) Drüzsavno Izdatyelsztvo „Technika”, SZÓFIA 1983. 344 oldal, 303 ábra, 21,5 (A5)ív A5 formátum, kartonált fedél
- Daniel Csabai TECHNICA SONORIZARII (Hangtechnika amatőröknek) Editura technica, BUCURESTI, 1982. 295 oldal, 222 ábra, 18,5 (A5)ív A5 formátum, kartonált fedél

### Egyedi kötetek
- A HANGTECHNIKA VILÁGA 2002 Írja és szerkeszti Csabai Dániel. Elektron Kiadó Kft., Klub-kiadvány, Budapest 2002. 160 oldal, 100 ábra, 10 (B5) ív, B5 formátum, kartonált fedél

### Társszerzőként megjelent könyv-publikációk
- Hagen Jakubaschk MAGNÓSOK FIGYELEM - A függeléket írta: Csabai Dániel. Eredeti cím: Amateur Tontechnik. Műszaki Könyvkiadó, Budapest 1970. 208 oldal, 123 ábra, 14,5 (A5) ív, BN-20 formátum, kartonált fedél
- Balajti József – Csabai Dániel – Hargitai János MAGNÓSOK KISKÖNYVE Műszaki Könyvkiadó, Budapest 1972. 276 oldal, 133 ábra, 14 (A5) ív, Fr-5 formátum, kartonált fedél
- Bartsch Iván – Csabai Dániel – Hefelle József – dr. Kátai Ferenc – dr. Oldal György – Tóth János DIÁZÓK KÖNYVE – Diakép- és diahang-technika. Múzsák – Közművelődési Kiadó, Budapest 1982. 258 oldal, 134 ábra, 23,24 (A5) ív, B5 formátum, kartonált fedél
- Csabai Dániel – Inotai Gyula A HANGRENDSZER ESZKÖZEIRŐL – MAGNETOFONOK Országos Oktatástechnikai Központ, Veszprém 1977. 130 oldal, 30 ábra, 8,125 (A5) ív, A4 formátum, kartonált fedél